# Joseph Farnham
Joseph Farnham, nato Joseph White Farnham (New Haven, 2 dicembre 1884 – Beverly Hills, 2 giugno 1931), è stato uno sceneggiatore e montatore statunitense.
È stato uno dei 36 membri fondatori dell'Academy of Motion Picture Arts and Sciences (AMPAS) che nasce nel 1927, un'organizzazione per il miglioramento e la promozione mondiale del cinema. L'accademia, nel 1929, creò il Premio Oscar.

## Biografia
Nato nel Connecticut a New Haven, Joseph White Farnham lavorò nel cinema come sceneggiatore e montatore: si avvicinò ai film tramite Gustave e Daniel Frohman, gli impresari teatrali cui apparteneva The Frohman Amusement Corp. Probabilmente il suo lavoro più famoso fu The Big Parade, che venne adattato per lo schermo nel film di King Vidor.

## Filmografia

### Sceneggiatore (parziale)
- Once to Every Man, regia di T. Hayes Hunter (1918)
- Bullin' the Bullsheviki, regia di Frank P. Donovan (1919)
- The Wonder Man, regia di John G. Adolfi (1920)
- Diane of Star Hollow, regia di Oliver L. Sellers (1921)
- Oh, Mabel Behave, regia di Mack Sennett (1922)
- The Country Flapper, regia di F. Richard Jones (1922)
- Rapacità (Greed), regia di Erich von Stroheim (1924)
- Reckless Romance, regia di Scott Sidney (1924)
- Bright Lights, regia di Robert Z. Leonard (1925)
- Orgoglio (Proud Flesh), regia di King Vidor (1925)
- Lights of Old Broadway, regia di Monta Bell (1925)
- La mosca nera (Pretty Ladies), regia di Monta Bell (1925)
- La grande parata (The Big Parade), regia di King Vidor (1925)
- La sua segretaria (His Secretary), regia di Hobart Henley (1925)
- Il corvo (The Blackbird), regia di Tod Browning (1926)
- Monte Carlo, regia di Christy Cabanne (1926)
- Il delizioso peccatore (Exquisite Sinner), regia di Phil Rosen e Josef von Sternberg (1926)
- Il principe azzurro (Beverly of Graustark), regia di Sidney Franklin - didascalie (1926)
- Lo studente (Brown of Harvard), regia di Jack Conway (1926)
- Money Talks, regia di Archie Mayo (1926)
- Paris, regia di Edmund Goulding (1926)
- Il capitano di Singapore (The Road to Mandalay), regia di Tod Browning - didascalie (1926)
- Sesso... che non tramonta (The Waning Sex), regia di Robert Z. Leonard - didascalie (1926)
- Blarney (1926)
- War Paint, regia di W. S. Van Dyke (1926)
- Exit Smiling, regia di Sam Taylor (1926)
- Music-Hall (Upstage), regia di Monta Bell (1926)
- On Ze Boulevard, regia di Harry Millarde (1927)
- Il fantasma del castello (London After Midnight), regia di Tod Browning (1927)
- The Red Mill, regia di William Goodrich (Roscoe "Fatty" Arbuckle) - didascalie (1927)
- Sigari e sigarette, signori (After Midnight), regia di Monta Bell (1927)
- La sete dell'oro (The Trail of '98), regia di Clarence Brown - didascalie (1928)
- Amore e mare (Across to Singapore), regia di William Nigh (1928)
- Ridi pagliaccio (Laugh, Clown, Laugh), regia di Herbert Brenon (1928)
- Quattro mura (Four Walls), regia di William Nigh (1928)
- Mentre la città dorme (While the City Sleeps), regia di Jack Conway - didascalie (1928)
- Il misterioso Jimmy
- La serpe di Zanzibar (West of Zanzibar), regia di Tod Browning (1928)
- Vendetta d'oriente (Where East Is East), regia di Tod Browning - didascalie (1929)
- Un marito fuori posto (Montana Moon), regia di Malcolm St. Clair (1930)
- The Big House, regia di George W. Hill (1930)
- Cow boy per forza
- Good News, regia di Nick Grindé (1930)
- Love in the Rough
- War Nurse

### Montatore (parziale)
- Sky Eye di Aubrey M. Kennedy (1920)
- Rapacità (Greed), regia di Erich von Stroheim (1924)
- Lo spettro verde (The Unholy Night) di Lionel Barrymore (1929)
- Carcere (The Big House), regia di George W. Hill (1930)